# مرد من (فیلم ۱۹۹۶)
مرد من (فرانسوی: Mon Homme‎) فیلمی در ژانر درام به کارگردانی برتران بلیه است که در سال ۱۹۹۶ منتشر شد.

## بازیگران
- آنوک گرینبرگ
- برنارد فرسون
- ژاک فرانسوا
- ژاک گامبلن
- ژان‌پیر لئو
- متیو کاسوویتس
- میشل گالابرو
- الیویه مارتینز
- روبر هیرش
- سابین آزما
- ولری برونی تدسکی
- ژان-فیلیپ اکافی